# Філов Віктор Григорович
Філов Віктор Григорович (16 (28) вересня 1896, Ростов-на-Дону — 23 жовтня 1938, Воронеж) — радянський журналіст і комісар судових справ ДКР. Псевдоніми: Тушин, Разін.

## Біографія

### Ростов
У дореволюційний час навчався на юридичному факультеті Ростовського університету. У квітні 1917 р. вступив в РКП (б), в червні був обраний членом Ростово-Нахічеванського комітету партії.

### Харків
Після переходу міста під контроль білої армії перебрався до Харкова, працював у редакції газет «Донецький пролетар» і «Известия Юга».

### Нарком по судовим справам ДКР
У лютому 1918 року взяв активну участь у створенні Донецько-Криворізької республіки, зайнявши пост наркома по судових справах у першому складі її уряду. 29 березня разом з двома іншими наркомами, М. Жаков і С. Васильченко, подав у відставку на знак протесту проти об'єднання ДКР з Українською Радянською республікою.6 березня в "Известиях Півдня" вийшла програмна стаття за підписом Тушина під заголовком "Мир і війна". Йшлося про "двозначне становищє", в яке потрапила Донецька республіка у зв'язку з домаганням на неї Центральної ради, Ярий прихильник незалежності Донецько-Криворізької республіки, 2 квітня 1918 опублікував в «Известиях Півдня» статтю «Кого судити?» З різкою критикою глави РНК Артема, який погодився на об'єднання, проте в той же день був виключений з РКП (б), пізніше відновлений. Також в статті він заявив:
|  | Відділення Донецького і Криворізького басейну в автономну одиницю -Донецька Республіку Рад знаменувало собою торжество економічного принципу федерації на противагу принципу національного ... |

### РРФСР
Після громадянської війни Філов перебував на журналістській роботі. У 1927 році працював редактором газети «Уральський рабочий» у Свердловську, потім повернувся в Ростов редактором «Трудового Дону» (пізніше газета «Молот»). Початківцям співробітником якої була майбутня письменниця Віра Панова, яка пізніше зобразила Філова в автобіографічному «Сентиментальному романі» під прізвищем «Дробишев».
На початку 1930-х рр. Філов був завідувачем оргвідділу і членом бюро Північно-Кавказького крайкому партії, в 1934 обирався делегатом XVII з'їзду ВКП (б) від Азово-Чорноморської організації, потім обіймав посаду начальника політвідділу Південно-Східної залізниці. У березні 1937 був знятий з поста і переведений на дрібну посаду заступника начальника контори Трансторгпіта станції Медведево Калінінської ж / д. 19 липня виключений з партії і 14 серпня 1937 заарештований Бологовской РВ НКВС по Калінінської обл. За «троцькізм» і «диверсійно-шкідницьку діяльність» засуджено виїзною сесією ВКВС СРСР у Воронежі 23.10.1938 до смертної кари і в той же день розстріляний. Реабілітований 7 липня 1956 рішенням ВКВС СРСР.